# Der Usedom-Krimi: Entführt

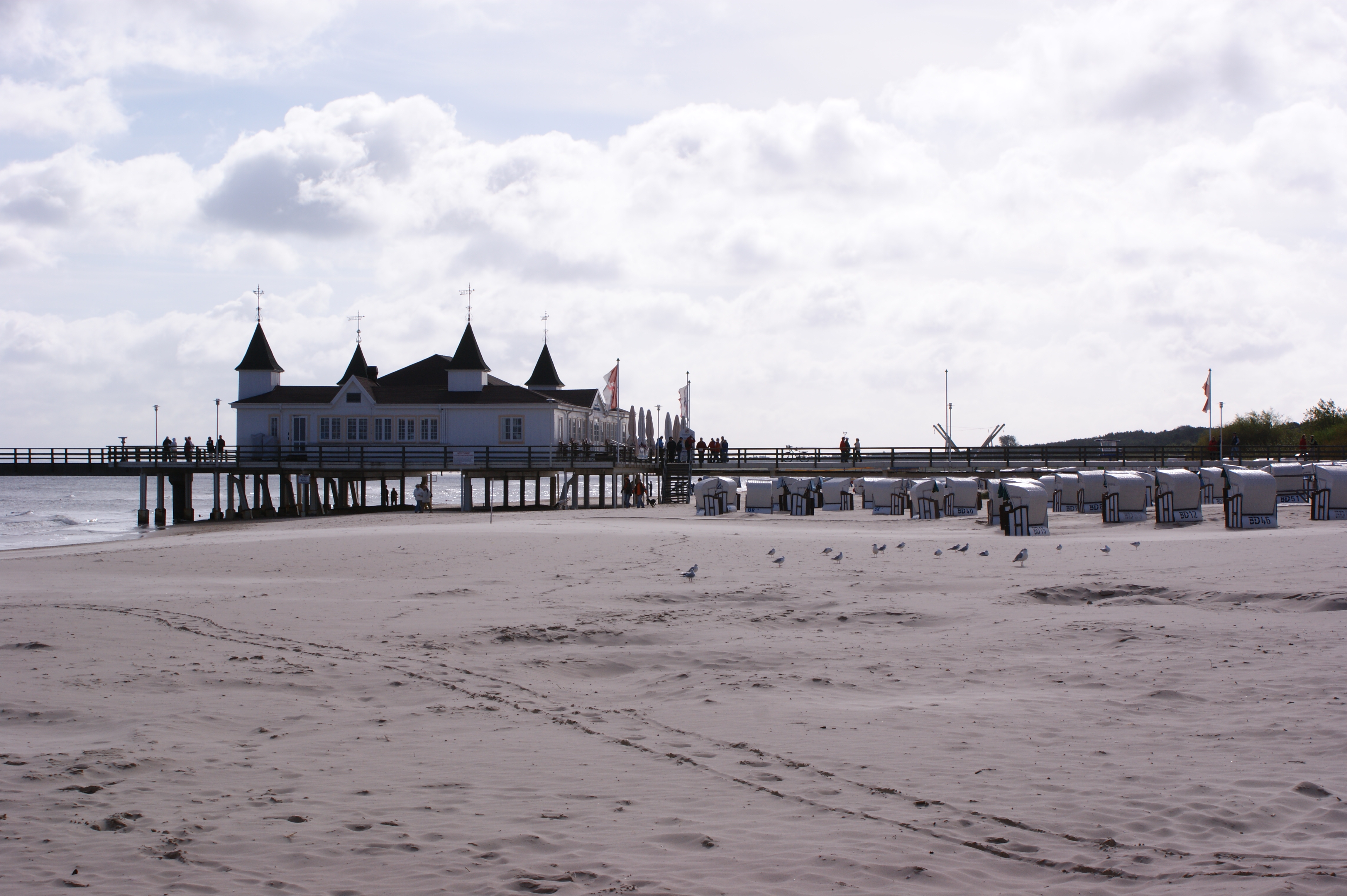
Ellens Sohn Jesper wird am Ostseestrand von einer Frau entführt (Drehort: Seebrücke Ahlbeck)

Entführt ist ein Fernsehfilm aus der Kriminalfilmreihe Der Usedom-Krimi. Er wurde im Auftrag von ARD Degeto und dem NDR von der Razor Film Produktion GmbH für Das Erste produziert. Die 14. Folge der Filmreihe wurde am 4. November 2021 im Fernsehen ausgestrahlt.

## Handlung
Ellen Norgaard kehrt nach ihrer Elternzeit wieder an ihren Arbeitsplatz zurück, Sohn Jesper wird deswegen von einer Tagesmutter gemeinsam mit anderen Kindern betreut. Doch schon am ersten Tag wird Jesper am Strand von einer Frau entführt, die sich der Tagesmutter zuvor als Solveig Borg ausgegeben hat. Als Karin auf der Dienststelle diesen Namen hört, weiß sie, dass es sich um Ellens Mutter Patrizia handelt. Sie war vor über 40 Jahren Karins beste Freundin, sie gaben sich Fantasienamen und haben sich aus der DDR nach Skandinavien weggeträumt. Karin hatte damals ihr Haus von Patrizia gekauft, es renoviert und etwas aus ihrem Leben gemacht. Nach der Wende, als alle die neuen Freiheiten genießen konnten, kam Patrizia damit nicht klar. Sie hat Karin als Wendegewinnerin beschimpft und ihr die Scheiben eingeworfen, was die Freundschaft beendete.
Patrizia bringt Jesper zu ihrem Freund Holger und sagt ihm, ihre Tochter Carmen habe dringend etwas erledigen müssen und ihr den Enkel in Obhut gegeben. Patrizia bricht auch noch in Ellens Wohnung ein und nimmt Sachen von Jesper mit. Die Ermittlungen bringen weitere Einzelheiten über Patrizia zutage. Sie lebte in Argentinien und hat dort in einer Fernsehshow nach ihrer angeblich entführten Tochter Carmen gesucht – welche wie Ellen zu dem Zeitpunkt 35 Jahre alt gewesen sein soll. Nach ihrer Rückkehr verbrachte sie nach einer Handgreiflichkeit drei Wochen in einer psychiatrischen Klinik und wurde medikamentös eingestellt. Verschiedene psychische Störungen wurden diagnostiziert, unter anderem Borderline-Persönlichkeitsstörung und Münchhausen-Syndrom. Ihre extremen Stimmungsschwankungen und ihr manipulatives Verhalten stellen jetzt eine Gefahr für Jesper dar.
Holger zweifelt an Patrizias Geschichten. Als er im Radio von der Kindesentführung hört, möchte er mit dem Kind zum Arzt gehen und stellt Patrizia zur Rede. Als Karin plötzlich vor der Tür steht, hält Patrizia Jesper ein Messer an den Hals, Holger wimmelt sie ab. Karin ist misstrauisch und sieht kurz darauf, wie Patrizia mit Jesper im Auto flüchtet. Der mit Tabletten außer Gefecht gesetzte Holger erzählt Karin von Patrizia und ihrem angeblichen Enkel, er gibt Karin Patrizias Handynummer. Ellen geht in ihrer Verzweiflung vor einem Drogeriemarkt auf einen ahnungslosen älteren Mann los, der ihr wegen des Kaufs von Windeln potenziell verdächtig erscheint. Sie bricht danach zusammen und muss auf die Intensivstation.
Karin ruft Patrizia an und die Polizei kann das Signal in Polen lokalisieren. Karin fährt auf eigene Faust los und kann Patrizia auf einem verlassenen Gelände ausfindig machen, auf dem sie in ihrer Jugend waren. Patrizia stellt Karin auf die Probe, ob sie wirklich alles für Ellen und Jesper tun würde. Karin weiß nicht, dass Patrizia Jesper schon in einen in einer Ladenpassage stehenden fremden Kinderwagen gesetzt hat. Patrizia fordert Karin auf, sie solle sich in einen Schacht stürzen, erst dann würde sie Ellen das Kind zurückgeben. Andernfalls würde sie sagen, dass es Karins Schuld sei, dass Ellen ihr Kind nicht mehr wieder bekäme. Die Polizei, die Karin auf der Spur war, trifft ein. Daraufhin springt Patrizia mit letzten Schuldzuweisungen an Karin in den Schacht, bleibt mit dem Mantel aber an einer Leitersprosse hängen. Karin hält sie fest und die polnische Polizei zieht sie letztendlich hoch.
Ellen erhält Jesper zurück und ist überglücklich. Karin bringt in der letzten Szene ein Zu-verkaufen-Schild an ihrem Haus (dem „Mörderhus“) an.

## Produktion
Der Film wurde vom 17. November 2020 bis zum 14. Dezember 2020 auf der Ostseeinsel Usedom, in Brandenburg und Berlin gedreht. Die Entführung wurde am Strand von Ahlbeck aufgenommen, mit der Seebrücke im Hintergrund. Der Kunstpavillon am Rosengarten in Heringsdorf diente als Kulisse für die Kindertagesstätte, an der Strandpromenade von Heringsdorf wurde die Szene gedreht, in der Ellen in einem fremden Kind ihr eigenes zu erkennen scheint. Das „Mörderhus“ hat in dieser Folge einen seiner letzten Auftritte, da es am Anfang der nächsten Folge abbrennt. Das rote, reetgedeckte Haus steht in Morgenitz und gehört der Keramikkünstlerin Astrid Danneger. Das Haus der Witts steht in Hohendorf bei Wolgast. Außenaufnahmen, auch mit Drohnen, für diese und die nächsten zwei Folgen entstanden unter anderem an folgenden Schauplätzen: der Zecheriner Brücke, der Steilküste Bansin, den Stränden Usedoms und an den Landstraßen des Hinterlandes.

## Rezeption

### Kritiken
Tilmann P. Gangloff gibt dem ersten Film der Usedom-Krimi-Trilogie 2021 in seiner Besprechung auf tittelbach.tv insgesamt 4 von 6 Sternen. Für ihn seien vor allem die kummervollen Szenen wirkungsvoll. Die Bildgestaltung sei wie von der Serie gewohnt vorzüglich, die zu Beginn gezeigten Aufnahmen prägten den gesamten Film. Richtig klassische Krimispannung sei eher weniger vorhanden.
Oliver Armknecht gibt dem Film in seiner Kritik auf film-rezensionen.de insgesamt 4 von 10 Punkten. Auch er beschreibt den Film als wenig spannend, aus der Entführung und den Charakteren, z. B. die psychischen Probleme von Patricia, hätte man mehr machen können.

### Einschaltquote
Die Erstausstrahlung von Entführt am 4. November 2021 wurde in Deutschland von 6,63 Millionen Zuschauern gesehen und erreichte einen Marktanteil von 22,6 % für Das Erste. Das war der Spitzenwert an diesem Tag.